# VIII округ Парижа
VIII округ Парижа (VIIIe arrondissement) — один із 20 округів (arrondissements) столиці Франції. У розмовній французькій мові округ називається le huitième (букв. «восьмий»).

## Географічне положення

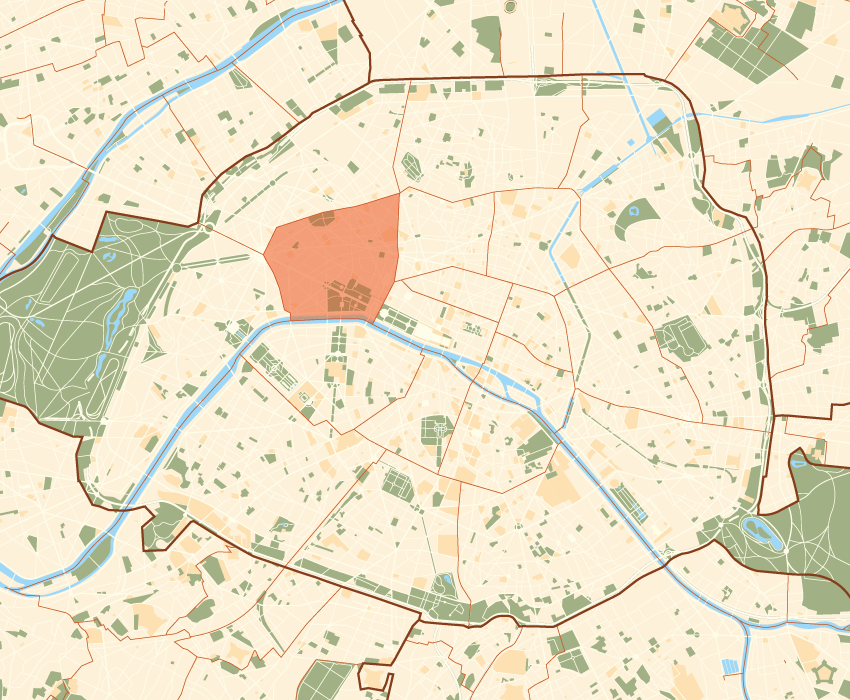
Обриси округу на мапі Парижа

8-й округ розташований на правому березі Сени. На сході він межує з 9, 2 і 1-м, на заході з 16-м округом, північна та північно-західна частина межує з 17-м паризьким адміністративним округом. На протилежному березі розташований 7-й округ.

## Квартали
Квартали № 29-32:
- Шанз-Елізе (Quartier des Champs-Élysées)
- Фобур-дю-Руль (Quartier du Faubourg du Roule)
- Мадлен (Quartier de la Madeleine)
- Європи (Quartier de l'Europe)

## Населення
Площа округу становить 388 га. 2005 року у 8-му окрузі проживало 39 200 осіб при щільності населення 10 103 чол/км ². Це становить 1,8 % всього паризького населення.
| Рік  | Населення | Густота населення (чол/км ²) |
| ---- | --------- | ---------------------------- |
| 1872 | 75 796    | 19 535                       |
| 1891 | 107 485   | 27 695                       |
| 1954 | 80 827    | 20 827                       |
| 1962 | 74 577    | 19 216                       |
| 1968 | 67 897    | 17 495                       |
| 1975 | 52 999    | 13 656                       |
| 1982 | 46 403    | 11 956                       |
| 1990 | 40 814    | 10 516                       |
| 1999 | 39 314    | 10 130                       |

## Органи правління
Як і 7-й округ, 8-й є політичним центром міста. тут знаходяться Єлисейський палац — (резиденція французького президента), і міністерство внутрішніх справ. З 2002 року тут також квартирує партія Союз за народний рух. мером округу з 1977 року є член цієї партії Франсуа Лебель (François Lebel), знову переобраний у березні 2008 року.
- Адреса мерії:

Hôtel Cail, 3, Rue de Lisbonne
75008 Paris

## Пам'ятки

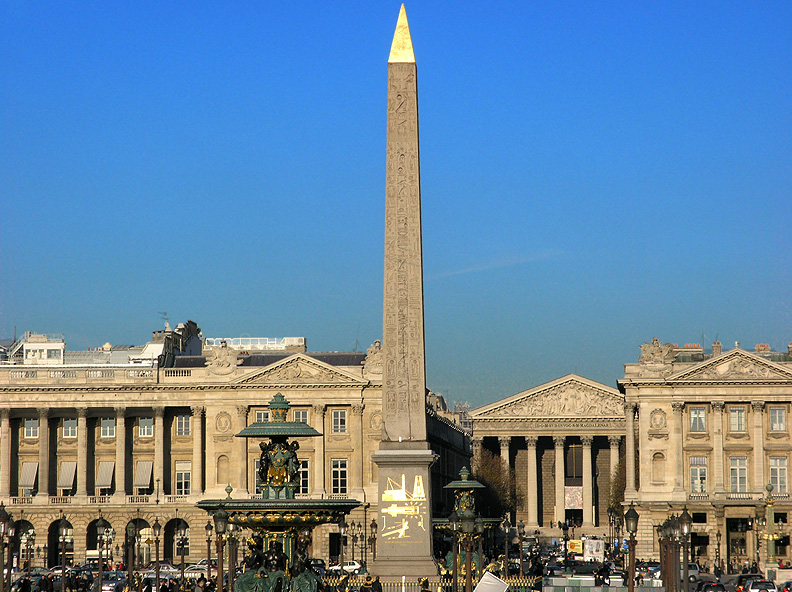
Вид на церква Мадлен з площі Згоди. У центрі — Луксорський обеліск

- Тріумфальна арка
- Луксорський обеліск
- Ґран-Пале
- Петі-Пале
- Єлисейський палац
- Церква Мадлен
- Парк Монсо
- Музей Жакмар-Андре
- Музей Чернускі

### Площі, вулиці, мости

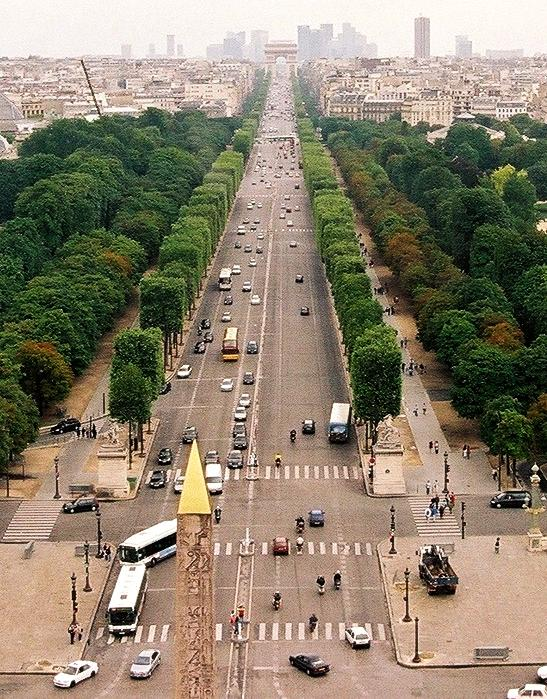
Єлисейські поля утворюють історичну вісь міста. Вдалині видно Тріумфальна арка і діловий квартал Дефанс

- Єлисейські Поля
- Міст Александра III
- Авеню Монтень
- Площа Згоди
- Бульвар Осман

## Транспорт
у 8-му окрузі розташований залізничний вокзал Сен-Лазар, звідки переважно відходять поїзди ближнього призначення.
- Метро: лінії 1, 2, 3, 8, 9, 12 і 13
- RER: лінія А, станція Charles de Gaulle — Étoile